# Adrian Frutiger

Adrian Frutiger

Adrian Frutiger (Unterseen, 24 mei 1928 – Bremgarten bei Bern, 10 september 2015) was een Zwitserse letterontwerper. Hij was een van de prominentste letterontwerpers van de 20e eeuw, nog steeds toonaangevend in de digitale typografie in deze tijd. Hij is bekend om zijn ontwerpen van de lettertypen Univers, Frutiger en Avenir.

## Levensloop

### Eerste levensjaren
Adrian Frutiger werd geboren nabij Interlaken als zoon van een wever. Als jongen experimenteerde hij met zelfgetekende en in stijl geschreven handschriften, als reactie tegen de formele schrijfkunst die toen onderricht werd op Zwitserse scholen. Zijn vroege interesse in beeldhouwkunst werd ontmoedigd door zijn vader en leraren van de middelbare school; zij moedigden hem aan om in de drukkunst te gaan werken. Tijdens zijn bezigheden in de drukkerswereld behield hij echter zijn liefde voor beeldhouwkunst, die de vormgeving van zijn lettertypen heeft beïnvloed. 

### Opleiding
Toen hij zestien jaar was, ging hij een vierjarige stageopleiding tot typograaf volgen bij drukker Otto Schärffli in Interlaken; tussen 1949 en 1951 studeerde hij onder Walter Käch en Alfred Willimann op de Kunstgewerbeschule (school voor kunstnijverheid) in Zürich, waar monumentale Romeinse inscripties met doordruktechniek werden bestudeerd. Op de Kunstgewerbeschule leerde Frutiger aanvankelijk de kalligrafie.

### Letterontwerpen

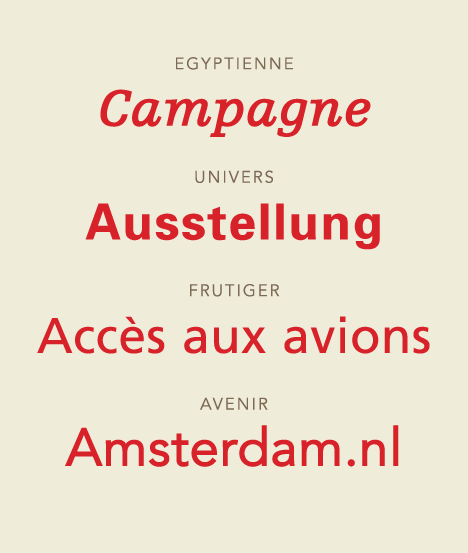
Enkele lettertypen ontworpen door Adrian Frutiger

#### Opdrachten van Deberny & Peignot
Charles Peignot van de Parijse lettergieterij Deberny & Peignot, nam in 1952 Frutiger in dienst naar aanleiding van de kwaliteit van zijn geïllustreerde essay "Schrift / Ecriture / Lettering: the development of European letter types carved in wood". Frutigers illustraties uit houtsnijwerk in deze essay bewezen zijn vaardigheid, nauwkeurigheid en kennis van lettervormen.
Voor lettergieterij Deberny & Peignot ontwierp Frutiger de lettertypen Président, Phoebus en Ondine. Hierop gaf Charles Peignot aan Frutiger de opdracht om bestaande lettertypen om te zetten naar de nieuwe fotozettechniek op Lumitypeapparatuur.

#### Eigen Studio
Frutiger richtte zijn eigen studio op in 1961, in Arceuil nabij Parijs, samen met Bruno Pfäffli en André Gürtler.
Ondertussen werd Frutiger professor op de École Estienne en later op de École Nationale Supérieure des Arts Décoratifs in Parijs.

##### Président, Ondine, Méridien, Égyptienne
Adrian Frutigers eerste commerciële lettertype was Président. Dit lettertype, dat hoofdletters heeft met kleine haakvormige schreven, kwam uit in 1954.

Een kalligrafisch informeel scriptlettertype genaamd Ondine (Frans voor "golfje") werd ook in 1954 uitgegeven.

In 1955 kwam ook het lettertype Méridien uit, een ouderwetse schreefletter. Dit lettertype ontleent zijn inspiratie aan Nicholas Jenson, en Frutiger heeft hierin zijn ideeën voor letteropbouw, samenhang en organische vorm getracht samen te brengen. 

In 1956 ontwierp hij zijn eerste uit de drie rechthoekige schreeflettertypen Égyptienne, gebaseerd op het Clarendon-model.

##### Univers
Charles Peignot bedacht een grote, verenigde lettertypefamilie, die gezet kon worden in handzetterij en fotozetsystemen. Onder de indruk van het lettertype Futura van Bauers lettergieterij, stimuleerde Peignot uit rivaliteit een nieuw geometrisch schreefloos lettertype. 
Frutiger weerlegde de grondslag van Futura, en overtuigde Peignot dat de nieuwe schreefloze letter gebaseerd moest worden op het realist neogroteske model.

De reeds in 1896 uitgebrachte Akzidenz Grotesk gold als primair uitgangsmodel.
Om eenheid te waarborgen in de 21 varianten, werd elke zwaarte en breedte, in romein en cursief, uitgetekend en beoordeeld voordat de drukvormen werden gesneden.

Voorbeeld van Univers

Univers was geboren. In dit lettertype introduceerde Frutiger zijn tweecijferige nummering; het eerste cijfer (3 t/m 8) geeft de zwaarte aan, waarbij 3 de lichtste en 8 de zwaarste is. Het tweede cijfer geeft de typebreedte aan, hetzij romein of oblique (scheef, maar niet cursief).

Univers werd direct goed onthaald. Hij stelde vast dat dit zijn model werd voor toekomstige lettertypen: Serifa (1967) en Glypha (1977) zijn er op gebaseerd.

#### Opdrachten van vervoermaatschappijen

##### Frutiger
In de jaren zeventig vroeg de RATP, de Parijse openbaarvervoermaatschappij, Frutiger de Parijse metroborden te bestuderen. Daarop maakte hij een variant van Univers – een set van kapitalen en cijfers geënt op het wit-op-donkerblauw bij schaars licht.

Het succes van dit moderne 'humane' lettertype zette de Franse luchtvaartmaatschappij ertoe aan om opdracht te geven voor een alfabet voor de bewegwijzering op de nieuwe internationale luchthaven 'Charles de Gaulle' in de Parijse voorstad Roissy. De opdracht luidde om een lettertype voor wegwijzers te maken dat zowel van verre als onder een hoek goed en snel leesbaar was. Frutiger overwoog de Univers aan te passen, maar vond dat zelf te "jaren zestig". 

Voorbeeld van Frutiger

Het uiteindelijke resultaat werd een samenvoeging van de Univers met organische invloeden van de Gill Sans (een schreefloos lettertype door Eric Gill), van Edward Johnstons lettertype voor London Transport, en van de Antique Olive door Roger Excoffon. Oorspronkelijk heette de letter Roissy, en werd hernoemd naar Frutiger nadat Mergenthaler Linotype Company het voor algemeen gebruik publiceerde in 1976.

##### Versailles, Avenir, Vectora
Frutigers lettertype Versailles uit 1984 is een oude stijl schreefletter met kapitalen zoals die voorkomen in zijn vroegere Président. In Versailles zijn de schreven klein en uitgebalanceerd. 

In 1988 voltooide Frutiger zijn Avenir (Frans voor toekomst), geïnspireerd op Futura, met structurele gelijkenis met de neo-grotesken. Avenir bestaat uit een volledige serie van harmonieuze zwaartes.

In 1991 bracht hij Vectora uit. Het ontwerp was ontleend aan de lettertypen Franklin Gothic en News Gothic van Morris Fuller Benton. Vectora heeft een smalle x-hoogte en is goed leesbaar in kleinere puntgroottes.

#### Opdrachten voor digitalisering
In de late jaren negentig verleende Frutiger medewerking aan het verfijnen en uitbreiden van de Univers, Frutiger en Avenir, en begeleidde het overtrekken voor het gebruik ervan op beeldschermen.
Univers werd heruitgegeven in 63 varianten, Frutiger werd heruitgegeven als Frutiger Next met een echte cursief en nieuwe zwaartes.

In zijn samenwerking met linotypeontwerper Akira Kobayashi, breidde Frutiger zijn Avenir uit met lichte zwaartes, 'heavy', en 'condensed' versies die werden uitgegeven als Avenir Next.

##### OCR-A en OCR-B

Voorbeeld van OCR-A

Voorbeeld van OCR-B

Frutiger werd ook gevraagd voor het ontwerpen van lettertypen die uitermate geschikt zijn voor OCR, Optical Character Recognition; optische schrift herkenning door computers. OCR-A werd in 1968 door American Type Founders (ATF) ontworpen naar de standaarden van US Bureau of Standards, met het doel om computers formulieren te kunnen laten 'lezen'.
Ook in dat jaar maakte Frutiger OCR-B voor Monotype Corporation en werd geacht als meest geschikt voor dit doel. OCR-B was ook voor het menselijk oog beter leesbaar dan OCR-A.

#### Opdrachten voor horloge
In 2003 gaf de Zwitserse horlogefabrikant Ventura opdracht aan Frutiger voor het ontwerpen van een lettertype voor een beperkte oplaag polshorloges.

Ook ontwierp hij een beeldmerk voor het National Institute of Design in Ahmedabad in India. Oorspronkelijk heette het National Design Institute, maar werd hernoemd naar National Institute of Design om goed te passen bij Frutigers NID logo.
Frutigers carrière begaf zich op gebieden van smeltmetaal, fotozetten, digitaal letterontwerp en crayons (Caran d'Ache uit Zwitserland).

## Onderscheidingen
- 1986, Gutenberg Prize van de Stad Mainz (Duitsland)
- 1987, Medal van de Type Directors Club van New York
- 1993, Officier de l’Ordre des Arts et des Lettres (Paris)
- 1993, Grand Prix National des Arts Graphiques (France)
- Op 1 november 2006 ontving Adrian Frutiger van de Society for Typographic Aficionados (SOTA) de prestigieuze 2006 Typography Award, voor zijn bijdrage aan de 20e- en 21e-eeuwse lettertypes.

## Lettertypen van Frutiger
Op chronologische volgende verschenen de volgende lettertypen;
- Ondine (1954)
- Président (1954)
- Méridien (1955)
- Égyptienne (1956)
- Univers (1957)
- Apollo (1962)
- Serifa (1967)
- OCR-B (1968)
- Iridium (1975)
- Frutiger (ontworpen in 1975 voor de luchthaven Charles de Gaulle, uitgebracht door Linotype in 1976)
- Glypha (1977)
- Icone (1980)
- Breughel (1982)
- Versailles (1982)
- Linotype Centennial (1986)
- Avenir (1988)
- Westside (1989)
- Herculanum (1990)
- Vectora (1990)
- Linotype Didot (1991)
- Pompeijana (1992)
- Rusticana (1993)
- Frutiger Stones (1998)
- Frutiger Symbols (1998)
- Linotype Univers (1999)
- Frutiger Next (2000)
- Nami (2006)
- Frutiger Arabic (2007)
- Frutiger Serif (2008)
- Frutiger Neue (2009)